# دومينغو غوردون
دومينغو غوردون (بالإسبانية: Aníbal Gordon)‏ هو مجرم أرجنتيني، ولد في 1930 في إنتري ريوس في الأرجنتين، وتوفي في 13 سبتمبر 1987 في بوينس آيرس في الأرجنتين بسبب سرطان الرئة.